# Kliutxí (Karatuzski)
|  | Per a altres significats, vegeu «Kliutxí». |

Kliutxí (en rus: Ключи) és un poble del krai de Krasnoiarsk, a Rússia, que el 2012 tenia 56 habitants. Pertany al districte de Karatuzski.